# Foyer Marie-Jean
 (juillet 2024).
Le Foyer Marie-Jean est une communauté catholique de frères et de sœurs consacrés à Dieu par les vœux de chasteté, pauvreté et obéissance, située à Saint-Julien-Vocance, en Ardèche. Il est reconnu par l'évêque de Viviers comme « association publique de fidèles en vue de devenir famille ecclésiale de vie consacrée » depuis 2016. Le Foyer Marie-Jean s'efforce d'approfondir une vision chrétienne de la relation entre l’homme et la nature.

## Historique
Nicole Échivard, issue d'un milieu anticlérical, se convertit en 1966. Au cours de retraites au Foyer de charité de Châteauneuf-de-Galaure, elle est profondément marquée par des rencontres avec la mystique Marthe Robin. À la suite de son mariage, elle anime avec son mari, comme professeur (elle est agrégée de lettres classiques), des « entretiens sur la foi » et des « ateliers théâtre » centrés sur la foi, à destination des élèves. Ils emmènent des groupes d'élèves, importants, en retraite au Foyer de charité. C'est au cours de ces activités que se révèlent des vocations consacrées et sacerdotales.
Nicole et Jean-Baptiste Échivard fondent, avec cinq de leurs anciens élèves, le Foyer Marie-Jean, indépendant des Foyers de charité, en 1981. Cette communauté rassemble des frères et des sœurs qui vivent dans le célibat consacré, pour suivre Jésus dans le mystère de sa filiation au Père. Ils essaient aussi de pratiquer et de transmettre la cohérence profonde entre vie évangélique et exigences écologiques. Ils accueillent les personnes désireuses de vivre un temps de solitude, ou de suivre des retraites prêchées ou des sessions, dans un cadre respectueux de la nature.
La Communauté s'implante d'abord à Caluire, puis à Lyon, pour rejoindre ensuite un site naturel plus favorable en Ardèche. Albert Decourtray, archévêque de Lyon, fut très proche de cette jeune fondation, qu'il érige en association publique de fidèles le 18 mai 1986. Il ordonne diacre Jean-Baptiste Échivard, préside les vœux perpétuels des premiers frères et sœurs, et leur rend régulièrement visite. Philippe Barbarin, à son arrivée à Lyon en 2002, invite la communauté à revoir ses Statuts, dont la reconnaissance est arrivée à son terme. À l'époque, Vincent Feroldi, porte-parole de l'archevêché de Lyon, exprime qu'il est important que « toutes les communautés nouvelles précisent bien leur charisme ». Il se fait l'écho d'interrogations posées par des chrétiens sur la liberté que peuvent avoir les membres de la Communauté et remarque qu'elle est marquée "par la forte personnalité des fondateurs". La Communauté poursuit son chemin avec Philippe Barbarin, notamment venu présider les vœux perpétuels de plusieurs frères et sœurs en mai 2008 et en septembre 2013, puis avec l'évêque de Viviers. Ce dernier, Jean-Louis Balsa, approuve ses nouveaux statuts, après qu'ils ont reçu le visum de la Congrégation pour les instituts de vie consacrée et les sociétés de vie apostolique, et érige la Communauté en association publique de fidèles en vue de devenir famille ecclésiale de vie consacrée le 14 septembre 2016.
Nicole Échivard est l'auteure de plusieurs ouvrages, dont Femme, qui es-tu ?, Conversation sur la foi, traduit en italien, et Vert comme l'Espérance. Plaidoyer chrétien pour l'écologie, traduit en italien. Depuis l'an 2000, elle a pris le nom de religion de "Shoushân" – forme hébraïque de Suzanne, son prénom de baptême.

## Apostolats
Leurs activités :
- l’hospitalité
- l’enseignement et la prédication de retraites
- l'artisanat[13]